# Secteur non constitué en municipalité de Rhinau

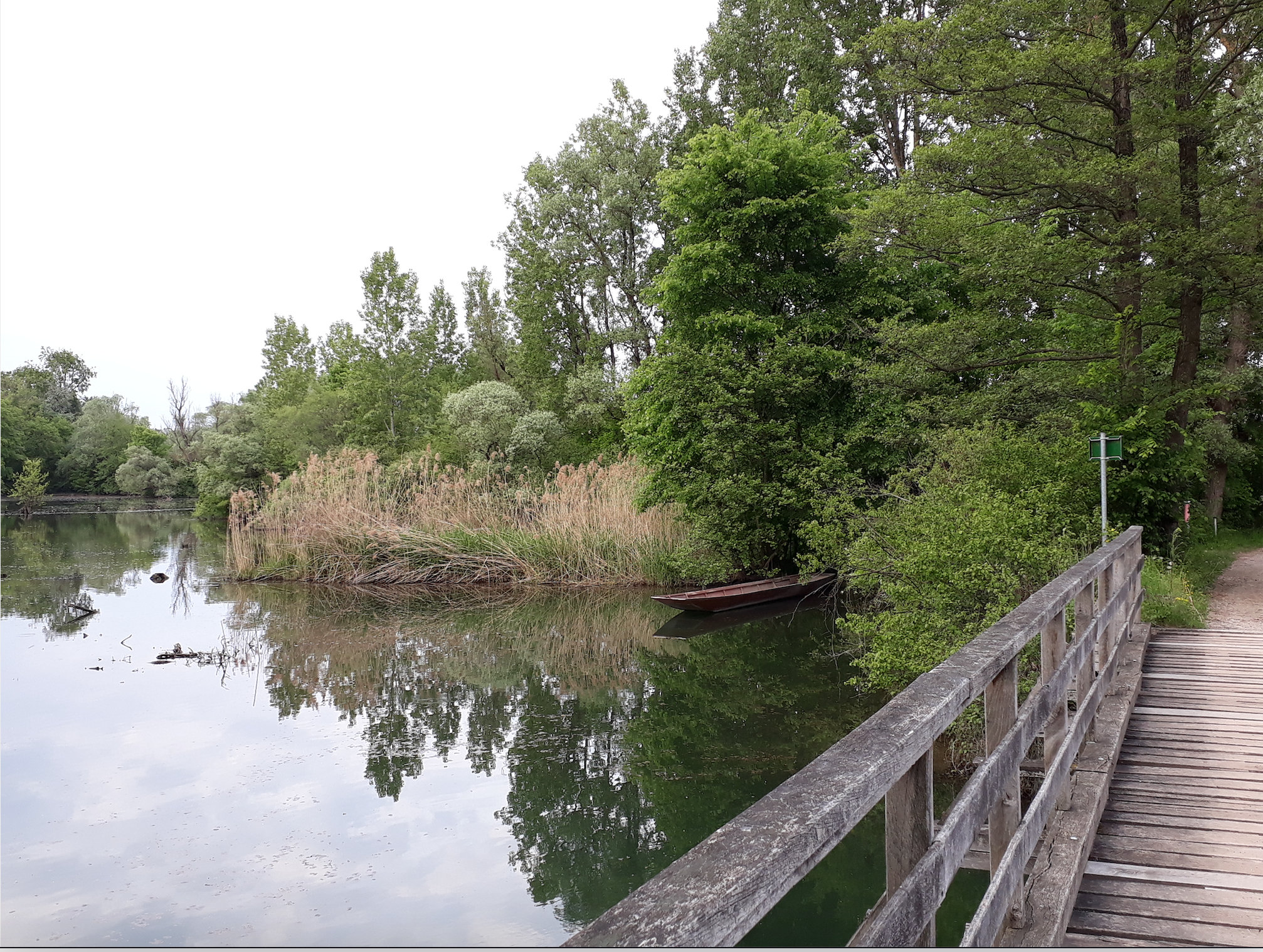
Le pont Herrenkopf, Taubergießen

Le domaine foncier sans municipalité de Rhinau – en allemand : Gemeindefreier Grundbesitz Rheinau – est sur le territoire  allemand un secteur non constitué en municipalité (dit « enclave de Taubergiessen »), qui correspond à la partie sur la rive droite du Rhin de l’ancien ban de Rhinau (Bas-Rhin). 
Il est la propriété de cette commune française et couvre une superficie de 9,94 km2, lesquels ne dépendent d’aucune commune outre-Rhin, en application d’un traité franco-allemand de 1925. 
Aussi les 994 hectares se trouvent-ils de jure sous souveraineté allemande et, sont-ils de facto, exploités par la commune de Rhinau (en allemand : Rheinau).
Cette particularité est due à une divagation du fleuve datant de 1541, bien avant la signature à Münster du traité de Westphalie qui mit fin, en 1648, à la guerre de Trente Ans.
Cette zone constitue la majeure partie de la réserve naturelle du Taubergießen.